# Synagoge Vechta
Die Synagoge in Vechta wurde im Jahr 1825/26 in Vechta erbaut und befand sich bis zu ihrer Zerstörung in der Juttastraße 4. Die Synagoge wurde mehrfach räumlich umgewidmet beziehungsweise verkleinert, um veränderten Gegebenheiten der Gemeinde zu entsprechen. Während der Novemberpogrome im Jahr 1938 wurde der Innenraum der Synagoge von Angehörigen der SA zerstört.

## Die Synagoge
Die Synagoge war ein einstöckiges, in die Häuserfront der Straße eingepasstes Haus mit einem Krüppelwalmdach. Der Bau hob sich nicht von den Bürgerhäusern der Straße ab, lediglich die hebräische Inschrift für „Haus Gottes“ machte ihn als Synagoge kenntlich. Die Grundfläche betrug etwa 110 m² (6,50 m breit, 16,90 m lang).
Die Baukosten betrugen 1000 Reichstaler und wurden von den Gemeindemitgliedern über einen Kredit finanziert. Einen Zuschuss seitens der Landesherrschaft in Oldenburg ist nicht belegt. Bis in die zweite Hälfte des 19. Jahrhunderts konnte die Gemeinde einen Kantor unterhalten, die Anzahl der Juden in Vechta ging allerdings stetig zurück. Zeitweise wurde der Minjan nicht erreicht. 1933 zählte die Gemeinde 17 Mitglieder.
In der Nacht vom 9. zum 10. November 1938 wurde die Synagoge durch zwei SA-Aktionen entweiht und verwüstet. Da die Synagoge Wand an Wand mit den Nachbargebäuden stand, wurde sie  nicht in Brand gesetzt. Die Führung der SA in Vechta weigerte sich zunächst, die jüdische Gemeinde und die Synagoge anzugreifen, schließlich wurden aber die Scheiben der Synagoge eingeworfen, der Innenraum verwüstet und Mobiliar auf der Straße angezündet. Kreisleiter Voss war dies nicht ausreichend, so dass am Abend des 10. November ein SA-Kommando aus Lohne erneut anrücken musste. Der Innenraum der Synagoge wurde ein weiteres Mal demoliert und anschließend die Thorarolle, das verbliebene Mobiliar sowie die Türen und Fenster auf den Neumarkt gebracht. Dort wurde alles zu einem Scheiterhaufen aufgerichtet und verbrannt.
Im Anschluss an den Pogrom eignete sich die Stadt Vechta das Grundstück der Synagoge an und veräußerte es.

## Begräbnisstätte
Neben der Synagoge existierte in Vechta auch ein jüdischer Friedhof, der im 19. Jahrhundert am Visbeker Damm angelegt wurde. Er spiegelt die lange Geschichte der jüdischen Gemeinschaft in Vechta wider. Heute ist der Friedhof ein Erinnerungsort.

## Erinnerungskultur
In Vechta erinnert heute ein Gedenkstein an die ehemalige Synagoge und die Mitglieder der jüdischen Gemeinde. Seine Inschrift lautet:
„In dieser Straße stand die Synagoge, das Gotteshaus unserer jüdischen Mitbürger, frevelhaft geschändet am 9. November 1938. Zur Erinnerung und Mahnung.“